# Noblesse ecclésiastique
 (14 mars 2025).

Meuble héraldique des évêques

La noblesse ecclésiastique, noblesse cléricale ou encore noblesse religieuse désigne les individus anoblis dans le cadre de leur appartenance à un ordre religieux ou occupant une fonction religieuse conférant la noblesse.
Parmi les nobles ecclésiastiques on trouve d'une part les individus élevés au rang de prince de l'empire : les princes-évêques, les princes-abbés et les princes-prévôts et d'autre part se trouvent les Reichsprälat (en) regroupant les abbés impériaux et les prévôts impériaux qui étaient à la tête d'abbayes ou de monastères impériaux et qui disposaient d'importantes prérogatives relevant directement de l'empereur (immédiateté impériale).  

## Autorité
Les nobles ecclésiastiques, les abbayes ou les monastères qu’ils administraient pouvaient être à la tête d'importants domaines appelés Reichsstift sur lesquels un prince-évêque ou un abbé qui avait acquis des possessions importantes jouissait de droit souverains d'administration et de juridiction sur ces biens qui faisaient partie intégrantes des territoires de l'Empire. En sa qualité de seigneur temporel il pouvait prétendre au droit de siéger et de voter à la diète d'Empire comme les autres États impériaux laïcs. 

## Répartition
La noblesse ecclésiastique fut très souvent octroyée dans les États du Saint-Empire romain germanique et notamment en Bavière, à Hanovre, en Prusse, à Wurtzbourg et dans le Wurtemberg. 
La noblesse ecclésiastique fut accordée en Bavière dès le XVIe siècle.

## Octroi
La noblesse ecclésiastique était généralement octroyée de façon personnelle, les religieux ne pouvant se marier et avoir des enfants qui hériteraient de la noblesse. Cependant il pouvait arriver que la famille et les héritiers du détenteur d'un titre personnel se voient quand même octroyer le statut de « noble » et étaient alors intégrés à la noblesse non titrée du Saint-Empire.